# Hana Ančincová
Hana Ančincová (* 18. srpna 1989 Vimperk) je česká politička, ekonomka a finanční analytička, v letech 2020 až 2024 zastupitelka a náměstkyně hejtmana Zlínského kraje, členka České pirátské strany.

## Osobní život
Profesně se zabývá racionalizací a optimalizací finančních procesů a finančním controllingem. Po absolvování bakalářského oboru finance a právo na Ekonomicko-správní fakultě Masarykovy univerzity (promovala v roce 2013) si rozšiřuje své vzdělání magisterským studiem na UTB ve Zlíně v oboru Bezpečnostní technologie, systémy a management a také v rámci studia Veřejná správa na Právnické fakultě MUNI. Ve volném čase se věnuje pořádání osvětových činností v rámci životního prostředí a vzhledem ke své profesní specializaci i v oblasti finanční gramotnosti.

## Politická kariéra
V roce 2020 byla v krajských volbách zvolena zastupitelkou Zlínského kraje, krátce po volbách se stala také 1. náměstkyní hejtmana.
V krajských volbách v září 2024 kandidovala z pozice členky Pirátů jako lídryně kandidátky do Zastupitelstva Zlínského kraje, ale neuspěla, strana se do zastupitelstva se ziskem 4,51 % hlasů vůbec nedostala.
Ve sněmovních volbách v roce 2025 kandiduje z 2. místa kandidátní listiny Pirátů ve Zlínském kraji.